# Stefano Domenico Sceriman

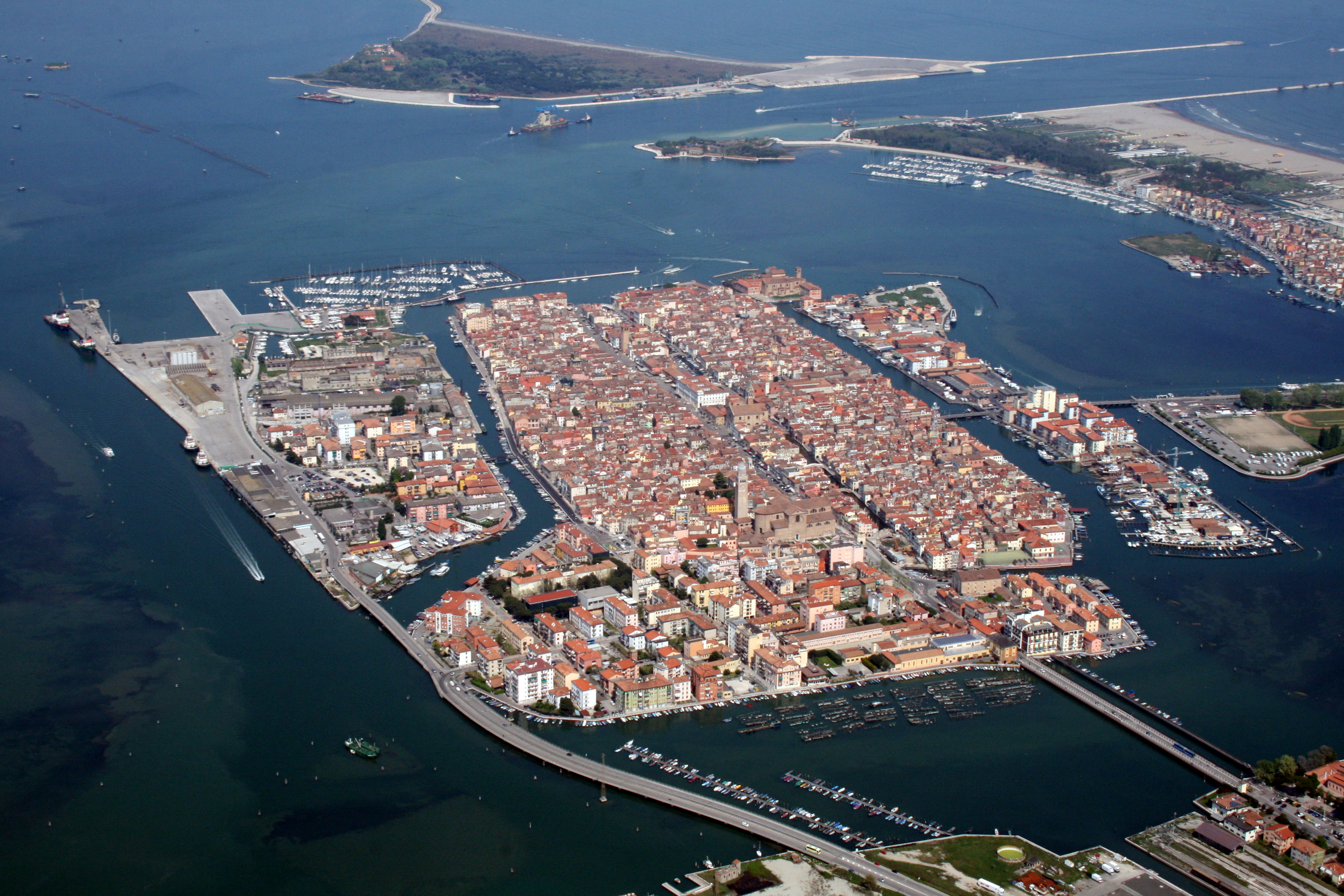
Chioggia, in de lagune van Venetië

Stefano Domenico Sceriman (Venetië, 30 september 1729 – Chioggia, 12 juni 1806) was een edelman en prelaat in de republiek Venetië. Sceriman was bisschop van Caorle (1776-1794) en van Chioggia (1794-1806).

## Levensloop
Sceriman behoorde tot de adellijke familie Sceriman; deze familie woonde in Venetië sinds 1697 en was geëmigreerd uit Perzië. Nazaten van de immigranten waren graaf van Hongarije geworden dankzij adelverheffingen door de Habsburgse keizers in Wenen.
Stefano Domenico Sceriman was een geestelijke in de kloosterorde der Dominicanen. Zowel de bisschopsbenoeming voor Caorle (1776) als voor Chioggia (1794) waren beslissingen van de Senaat van de republiek Venetië. Als bisschop van Chioggia maakte hij de inval van de troepen van Napoleon Bonaparte mee, na de Vrede van Leoben (17 april 1797) die het einde betekende van de republiek Venetië. Venetië en Veneto gingen officieel naar Oostenrijk doch Franse troepen bleven nog aanwezig, onder meer in Chioggia (14 mei 1797 – 14 januari 1798). Bisschop Sceriman droeg de bevolking op de Franse bezetter te gehoorzamen. De zuil met het embleem van de Venetiaanse Leeuw werd vervangen door het beeld van de Vrijheid. Een republikeins bestuur installeerde zich in Chioggia. 
In januari 1798 trokken de Fransen zich terug en lieten Veneto over aan de Oostenrijkers. Bisschop Sceriman liet in de kathedraal een Te Deum zingen om te danken dat het juk van de Republikeinse vrijheden was gebroken. Sceriman werkte verder samen met het Oostenrijks bestuur in Veneto.